# Eparquía de Oradea
La eparquía de Oradea o de Gran Varadino (en latín: Eparchia Magnovaradinensis Romenorum y en rumano: Eparhia de Oradea Mare) es una circunscripción eclesiástica de la Iglesia católica en Rumania. Se trata de una eparquía greco-católica rumana, sufragánea de la archieparquía de Făgăraș y Alba Iulia. Desde el 8 de junio de 1997 su eparca es Virgil Bercea.

## Territorio y organización
La eparquía extiende su jurisdicción sobre los fieles católicos de rito bizantino rumano residentes aproximadamente en la región rumana de Crișana. Comprende el distrito de Bihor y partes de los de Arad, Satu Mare y Sălaj.
La sede de la eparquía se encuentra en la ciudad de Oradea (o Gran Varadino o en húngaro Nagyvárad), en donde se halla la Catedral de San Nicolás (Catedrala Greco-Catolică Sfântul Nicolae). 
En 2019 en la eparquía existían 152 parroquias, entre ellas la parohia greco-catolică maghiară din Carei de Oradea, que es de lengua húngara.

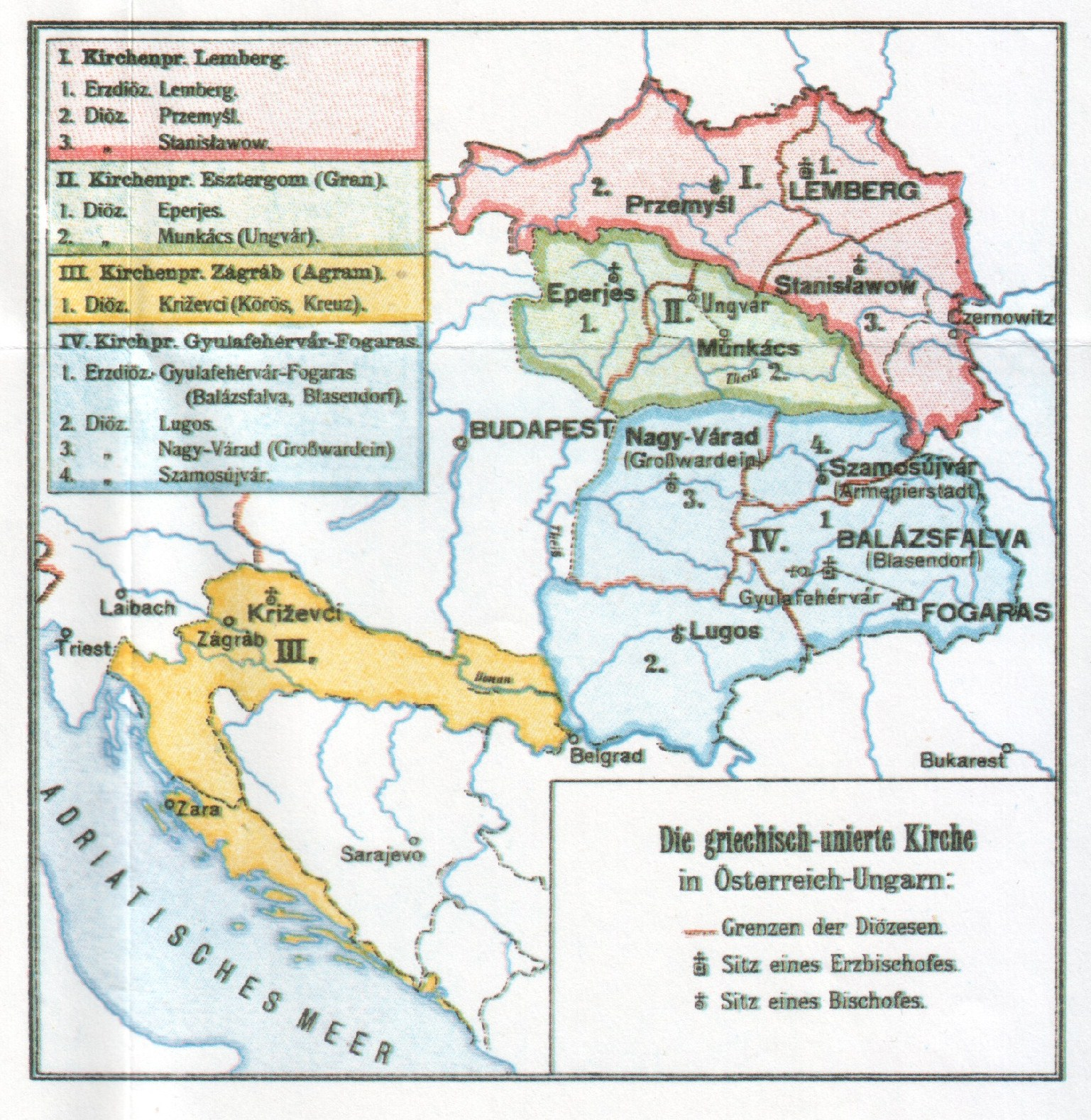
La extensión inicial de la eparquía de Oradea
(marcado con el n.º 3 en la provincia metropolitana de Făgăraș y Alba Iulia, de color azul)

## Historia
La primera organización eclesiástica de los rumanos greco-católicos en Bihoria, después de la unión de 1700, fue realizada por el obispo latino de la diócesis de Oradea, Emeric Czaky, quien nombró a Vasil Paul archidiácono de los católicos rumanos bizantinos, comprendiendo 70 parroquias unidas.
La eparquía fue erigida el 23 de junio de 1777 con la bula Indefessum del papa Pío VI.
El 26 de noviembre de 1853 cedió una porción de su territorio para la erección de la eparquía de Lugoj mediante la bula Apostolicum ministerium del papa Pío IX.
El 8 de junio de 1912 cedió las parroquias de lengua húngara para la erección de la eparquía de Hajdúdorog mediante la bula Christifideles graeci del papa Pío X.
Como consecuencia del concordato entre la Santa Sede y el Estado rumano de 10 de mayo de 1927 la jerarquía católica latina y de rito bizantino fue establecida sobre todo el territorio del Reino de Rumania. El 5 de junio de 1930 cedió 31 parroquias de su territorio para la erección de la eparquía de Maramureș mediante la bula Solemni Conventione del papa Pío XI.
El 9 de abril de 1934 por el decreto Apostolica sedes de la Congregación para las Iglesias Orientales incorporó 22 parroquias que pertenecían a la eparquía de Hajdúdorog que a consecuencia del Tratado de Trianón pasaron a territorio de Rumania.
Luego de la muerte del eparca Valeriu Traian Frențiu, quien murió en prisión durante la persecución comunista, el obispo auxiliar Iuliu Hirțea ejerció el episcopado en la clandestinidad.
El catedral fue devuelta a la Iglesia greco-católica en noviembre de 2005, después de largas negociaciones y retrasos. La primera liturgia católica bizantina tuvo lugar después de 57 años de interrupción el 20 de noviembre de 2005 con la participación de más de 100 obispos, sacerdotes y diáconos.
El 2 de junio de 2019 el papa Francisco beatificó a siete obispos mártires greco-católicos torturados bajo el régimen comunista rumano, entre ellos al obispo eparca de Oradea, Valeriu Traian Frențiu.

## Estadísticas
Según el Anuario Pontificio 2020 la eparquía tenía a fines de 2019 un total de 81 000 fieles bautizados.
| Año                                                                             | Población            | Población | Población      | Sacerdotes | Sacerdotes    | Sacerdotes    | Bautizados por sacerdote | Diáconos permanentes | Religiosos | Religiosos | Parroquias |
| Año                                                                             | Bautizados católicos | Total     | % de católicos | Total      | Clero secular | Clero regular | Bautizados por sacerdote | Diáconos permanentes | Varones    | Mujeres    | Parroquias |
| ------------------------------------------------------------------------------- | -------------------- | --------- | -------------- | ---------- | ------------- | ------------- | ------------------------ | -------------------- | ---------- | ---------- | ---------- |
| 1948                                                                            | 203 122              | 850 122   | 23.9           | 271        | 258           | 13            | 749                      |                      | 25         | 42         | 235        |
| 1999                                                                            | 101 000              | ?         | ?              | 130        | 122           | 8             | 776                      |                      | 13         | 18         | 110        |
| 2000                                                                            | 101 000              | ?         | ?              | 134        | 127           | 7             | 753                      |                      | 13         | 17         | 110        |
| 2001                                                                            | 101 000              | ?         | ?              | 138        | 127           | 11            | 731                      |                      | 16         | 18         | 113        |
| 2002                                                                            | 101 000              | ?         | ?              | 139        | 128           | 11            | 726                      |                      | 16         | 18         | 136        |
| 2003                                                                            | 102 000              | ?         | ?              | 130        | 124           | 6             | 784                      |                      | 9          | 16         | 139        |
| 2004                                                                            | 102 000              | ?         | ?              | 139        | 131           | 8             | 733                      |                      | 11         | 16         | 139        |
| 2009                                                                            | 98 000               | ?         | ?              | 167        | 152           | 15            | 586                      |                      | 18         | 19         | 145        |
| 2013                                                                            | 87 000               | ?         | ?              | 178        | 165           | 13            | 488                      |                      | 26         | 17         | 158        |
| 2016                                                                            | 81 000               | ?         | ?              | 191        | 178           | 13            | 424                      |                      | 16         | 17         | 152        |
| 2019                                                                            | 81 000               |           |                | 185        | 172           | 13            | 437                      | 3                    | 15         | 11         | 152        |
| Fuente: Catholic-Hierarchy, que a su vez toma los datos del Anuario Pontificio. |                      |           |                |            |               |               |                          |                      |            |            |            |

## Episcopologio
- Moise Drágoș † (23 de junio de 1777-16 de abril de 1787 falleció)
- Ignatie Darabant, O.S.B.M. † (30 de marzo de 1789-31 de octubre de 1805 falleció)
- Samuil Vulcan † (25 de octubre de 1806-25 de diciembre de 1839 falleció)
  - Sede vacante (1839-1843)
- Vasile Erdely † (30 de enero de 1843-27 de marzo de 1862 falleció)
- Iosif Pop-Silaghi † (16 de marzo de 1863-5 de agosto de 1873 falleció)
- Ioan Olteanu † (16 de septiembre de 1873-29 de noviembre de 1877 falleció)
- Mihail Pavel † (15 de mayo de 1879-1 de junio de 1902 falleció)
- Demetriu Radu † (25 de junio de 1903-9 de diciembre de 1920 falleció)
- Beato Valeriu Traian Frențiu † (25 de febrero de 1922-11 de julio de 1952 falleció)
  - Sede vacante (1952-1990)
  - Iuliu Hirțea † (1952-28 de julio de 1978 falleció) (administrador diocesano)
- Vasile Hossu † (14 de marzo de 1990-8 de junio de 1997 falleció)
- Virgil Bercea, por sucesión el 8 de junio de 1997